# Юнацька збірна Аргентини з футболу (U-17)
Юнацька збірна Аргентини з футболу (U-17) — національна футбольна збірна Аргентини, що складається із гравців віком до 17 років. Керівництво командою здійснює Аргентинська футбольна асоціація.
Головним континентальним турніром для команди є Юнацький чемпіонат Південної Америки з футболу (U-17), успішний виступ на якому дозволяє отримати путівку на Чемпіонат світу (U-17). Також може брати участь у товариських і регіональних змаганнях. Протягом 1980-х років функціонувала у форматі U-16.

## Виступи на міжнародних турнірах

### Юнацький чемпіонат світу (U-17)
| Рік    | Раунд              | Місце              | І                  | В                  | Н                  | П                  | Г+                 | Г-                 |
| ------ | ------------------ | ------------------ | ------------------ | ------------------ | ------------------ | ------------------ | ------------------ | ------------------ |
| 1985   | груповий етап      | 9-е                | 3                  | 1                  | 1                  | 1                  | 5                  | 4                  |
| 1987   | не кваліфікувалася | не кваліфікувалася | не кваліфікувалася | не кваліфікувалася | не кваліфікувалася | не кваліфікувалася | не кваліфікувалася | не кваліфікувалася |
| 1989   | чвертьфінали       | 8-е                | 4                  | 1                  | 2                  | 1                  | 5                  | 3                  |
| 1991   | третє місце        | 3-є                | 6                  | 2                  | 2                  | 2                  | 5                  | 5                  |
| 1993   | груповий етап      | 9-е                | 3                  | 1                  | 1                  | 1                  | 7                  | 6                  |
| 1995   | третє місце        | 3-є                | 6                  | 5                  | 0                  | 1                  | 15                 | 4                  |
| 1997   | чвертьфінали       | 6-е                | 4                  | 2                  | 1                  | 1                  | 3                  | 2                  |
| 1999   | не кваліфікувалася | не кваліфікувалася | не кваліфікувалася | не кваліфікувалася | не кваліфікувалася | не кваліфікувалася | не кваліфікувалася | не кваліфікувалася |
| 2001   | четверте місце     | 4-е                | 6                  | 3                  | 1                  | 2                  | 12                 | 9                  |
| 2003   | третє місце        | 3-є                | 6                  | 4                  | 1                  | 1                  | 10                 | 4                  |
| 2005   | не кваліфікувалася | не кваліфікувалася | не кваліфікувалася | не кваліфікувалася | не кваліфікувалася | не кваліфікувалася | не кваліфікувалася | не кваліфікувалася |
| 2007   | чвертьфінали       | 6-е                | 5                  | 2                  | 2                  | 1                  | 7                  | 4                  |
| 2009   | 1/8 фіналу         | 11-е               | 4                  | 2                  | 0                  | 2                  | 6                  | 6                  |
| 2011   | 1/8 фіналу         | 13-е               | 4                  | 1                  | 1                  | 2                  | 4                  | 8                  |
| 2013   | четверте місце     | 4-е                | 7                  | 4                  | 1                  | 2                  | 13                 | 12                 |
| 2015   | груповий етап      | 24-е               | 3                  | 0                  | 0                  | 3                  | 1                  | 8                  |
| 2017   | не кваліфікувалася | не кваліфікувалася | не кваліфікувалася | не кваліфікувалася | не кваліфікувалася | не кваліфікувалася | не кваліфікувалася | не кваліфікувалася |
| 2019   | 1/8 фіналу         | 9-е                | 4                  | 2                  | 1                  | 1                  | 8                  | 5                  |
| 2021   | не визначено       | не визначено       | не визначено       | не визначено       | не визначено       | не визначено       | не визначено       | не визначено       |
| Усього | 14/18              | 5-е                | 65                 | 30                 | 14                 | 21                 | 101                | 80                 |

### Юнацький чемпіонат Південної Америки (U-17)
| Рік    | Раунд          | І   | В  | Н  | П  | Г+  | Г-  |
| ------ | -------------- | --- | -- | -- | -- | --- | --- |
| 1985   | переможець     | 8   | 8  | 0  | 0  | 32  | 5   |
| 1986   | четверте місце | 7   | 1  | 5  | 1  | 7   | 7   |
| 1988   | віце-чемпіон   | 7   | 6  | 0  | 1  | 13  | 4   |
| 1991   | третє місце    | 7   | 4  | 2  | 1  | 10  | 7   |
| 1993   | третє місце    | 7   | 4  | 1  | 2  | 12  | 6   |
| 1995   | віце-чемпіон   | 6   | 4  | 1  | 1  | 12  | 4   |
| 1997   | віце-чемпіон   | 7   | 4  | 1  | 2  | 15  | 6   |
| 1999   | четверте місце | 6   | 2  | 2  | 2  | 9   | 9   |
| 2001   | віце-чемпіон   | 7   | 4  | 1  | 2  | 12  | 8   |
| 2003   | переможець     | 7   | 4  | 3  | 0  | 19  | 5   |
| 2005   | груповий етап  | 4   | 1  | 1  | 2  | 6   | 7   |
| 2007   | третє місце    | 9   | 4  | 4  | 1  | 13  | 7   |
| 2009   | віце-чемпіон   | 5   | 3  | 2  | 0  | 10  | 4   |
| 2011   | третє місце    | 9   | 5  | 1  | 3  | 17  | 11  |
| 2013   | переможець     | 9   | 4  | 3  | 2  | 17  | 13  |
| 2015   | віце-чемпіон   | 9   | 4  | 2  | 3  | 14  | 9   |
| 2017   | груповий етап  | 4   | 1  | 0  | 3  | 3   | 4   |
| 2019   | переможець     | 9   | 5  | 2  | 2  | 13  | 10  |
| Усього | 18/18          | 127 | 68 | 31 | 28 | 235 | 126 |

## Титули і досягнення
- Чемпіонат світу (U-17)
  -  третє місце (3): 1991, 1995, 2003
  - четверте місце (2): 2001, 2013

- Юнацький чемпіонат Південної Америки (U-17)
  -  переможець (4): 1985, 2003, 2013, 2019
  -  віце-чемпіон (6): 1988, 1995, 1997, 2001, 2009, 2015
  -  третє місце (4): 1991, 1993, 2007, 2011
  - четверте місце (2): 1986, 1999